# Gjergj Zheji
Gjergj Spiro Zheji (ur. 1926, zm. 10 czerwca 2010 w Tiranie) – albański pisarz i nauczyciel, rektor Akademii Sztuk Pięknych w Tiranie.

## Życiorys
Pracował jako pisarz i wydawca tekstów z zakresu lingwistyki. Pracował także jako nauczyciel w szkołach średnich w Tiranie, a w latach 1995–1997 pełnił funkcję rektora Akademii Sztuk Pięknych w Tiranie.

## Życie prywatne
Jego ojciec Spiro Ballo Zheji był oficerem oraz działaczem antyfaszystowskim; był on także więziony przez włoskie władze.
Miał młodszego brata Petra, który był pisarzem, oraz trzy siostry: Verę, Amalię i Lilianę.